# SN 2004cs
SN 2004cs – supernowa typu Iax odkryta 23 czerwca 2004 roku w galaktyce UGC 11001. W momencie odkrycia miała maksymalną jasność 18,00m.